# Most Beautiful Things
Most Beautiful Things är Høgni Lisbergs debutalbum, släppt 2003 på Tutl.

## Låtlista
1. "Caught" - 3:17
2. "When You Get Home" - 2:50
3. "Now" - 3:01
4. "One More Day" - 3:50
5. "Embrace" - 3:10
6. "Lost on Earth" - 4:20
7. "Dreamers" - 2:38
8. "Fairy of Mine" - 3:15
9. "Burn to Dust" - 3:29
10. "Most Beautiful Things" - 4:23
11. "Here Comes Salvation" - 4:33